# 백이열전
백이열전(伯夷列傳)은 《사기》에 수록된 고죽국 군주의 두 아들인 백이와 숙제의 전기이다.

## 줄거리
백이와 숙제는 고죽(孤竹) 국군의 두 아들이었다. 아버지는 숙제를 세우고 싶어 했다. 아버지가 죽자, 숙제는 백이에게 양보했다. 백이는 “아버지의 명이다.”라 하고는 달아나버렸다. 숙제 역시 자리에 오르려 하지 않고 도망갔다. 나라 사람들이 가운데 아들을 옹림하였다. 이 무렵 백이와 숙제는 서백(西伯) 창(昌)이 노인을 잘 모신다는 말을 듣고는 찾아가 의지하고자 하였다. 도착해보니 서백은 죽고 무왕(武王)이 나무로 만든 신주를 싣고 문왕(文王)으로 추존한 다음 동쪽으로 주(紂)나라를 토벌하려 했다.
백이와 숙제는 말머리를 막아서서는 “아버지가 죽어, 장례도 치르지 않았는데 창칼을 들다니 효라 할 수 있겠소이까? 신하로사 군주를 죽이는 것을 인(仁)이라 할 수 있겠소이까?”라고 했다. 좌우에서 이들을 죽이려 하자, 강태공이 “의로운 분들이다.”라 하고는 한 쪽으로 모시게 했다.
무왕이 은나라의 난리를 평정하고 천하가 주나라를 받들었지만 백이와 숙제는 이를 부끄럽게 여겨 주나라의 곡식을 먹지 않고, 수양산(首陽山)에 숨어 고비(고사리)를 따서 먹었다. 굶어 죽기에 앞서 노래를 지었는데 그 가사는 이랬다.
저 서산(西山)에 올라
그 고비를 뜯는다.
폭력을 폭력으로 바꾸고도
그 잘못을 알지 못하는구나!
신농, 우, 하는 이미 사라졌으니
우리는 어디로 돌아 갈까나?
아, 우리는 죽음의 길로 간다.
가련한 운명이여!
마침내 수양산에서 굶어 죽었다.
이렇게 볼 때 원망한 것인가, 아닌가?
노래를 지은 뒤 마침내 백이(伯夷)와 숙제(叔齊)는 죽음을 맞이하게 되었다.

## 인물
백이(伯夷), 숙제(叔齊), 고죽군(孤竹國)!
무왕(武王), 서백창(孤竹國), 태공(太公), 순(舜),
우(禹), 허유(許由)

## 공자와 사마천의 관점
공자는 두 사람에 대해"인"을 얻었다고 칭찬하며백이(伯夷), 숙제(叔齊)는 지난 원한을 기억하지 않았기에 원망의 기운을 드러내는 일이 없었다.”, “어짊을 구하면 어짊이 얻어지니 원망한 것이 무엇인가?”라고 했다.
사마천은 “내가 기산(箕山)에 올랐는데 그 위에 허유의 무덤이 있다고들이 둘은 불쌍한 존재라고 여긴다.

## 같이 보기
- 권61. 백이열전
- 위키백과:백이와숙제